# Ephedra rupestris
Ephedra rupestris — вид голонасінних рослин класу гнетоподібних.

## Поширення, екологія
Країни проживання: Аргентина (Жужуй, Сальта, Тукуман); Болівія; Еквадор; Перу. Росте на висотах від 1900 м до 4600 м. Карликовий чагарник до 0,6 м заввишки, утворює щільні зарості. Знайдений в трав'яному парамо з виходами скель в місцевості, що продувається всіма вітрами, росте на гравійному або піщаному ґрунті. Також знайдений в трав'янистих областях. Цвіте з березня по травень.

## Використання
Стебла більшості членів цього роду містять алкалоїд ефедрин і відіграють важливу роль в лікуванні астми та багатьох інших хвороб дихальної системи.

## Загрози та охорона
Лише трохи випасається худобою через проживання на великих висотах. Як і інші види ефедри цей може бути зібраний для використання в медичних цілях, але немає конкретних посилань про його використання. Поширення даного виду перетинає кілька охоронних районів. Представлений в двох ботанічних садах.
| Шишки секвоядендрону | Це незавершена стаття про голонасінні. Ви можете допомогти проєкту, виправивши або дописавши її. |